# Erik Gustaf Geijer
Erik Gustaf Geijer (12. ledna 1783, Ransäter, Munkfors, Värmland – 23. dubna 1847, Stockholm) byl švédský romantický spisovatel, historik, básník, filozof, hudební skladatel a profesor historie na Uppsalské univerzitě. Byl také jedním z významných zastánců liberalismu.

## Život
Narodil se v rodině majitele panství a vyrůstal v liberálně orientovaném prostředí otcova domu. Po ukončení gymnázia v Karlstadu začal roku 1799 studoval filozofii na Uppsalské univerzitě, kde v roce 1806 získal titul magistra. Následné cesty po Anglii posílili jeho sklon k liberalismu. Roku 1810 se stal v Uppsale docentem historie. Roku 1817 získal na Uppsalské univerzitě místo profesora historie a tuto pozici zastával až do odchodu do důchodu v roce 1846. Byl čtyřikrát rektorem univerzity v letech 1822, 1830, 1836 a 1843–1844 (rektor byl v té době volen na půl roku) a jako představitel univerzity byl také členem kléru, ale odmítl vysvěcení. Měl velký vliv na studenty. Roku 1880 mu byla v parku university odhalena socha od švéského sochaře Johna Börjesona.
V roce 1824 byl zvolen do Švédské akademie, roku 1826 do Královské švédské akademie literatury, historie a starožitností, roku 1829 do Královské švédské akademie hudby a v roce 1835 do Královské švédské akademie věd.
Poté, co se stal emeritním profesorem, přestěhoval se do Stockholmu, aby mohl snadněji využívat tamní archivy. Zemřel v hlavním městě na jaře roku 1847, ale jeho ostatky byly převezeny do Uppsaly a pohřbeny na Starém hřbitově.

## Dílo

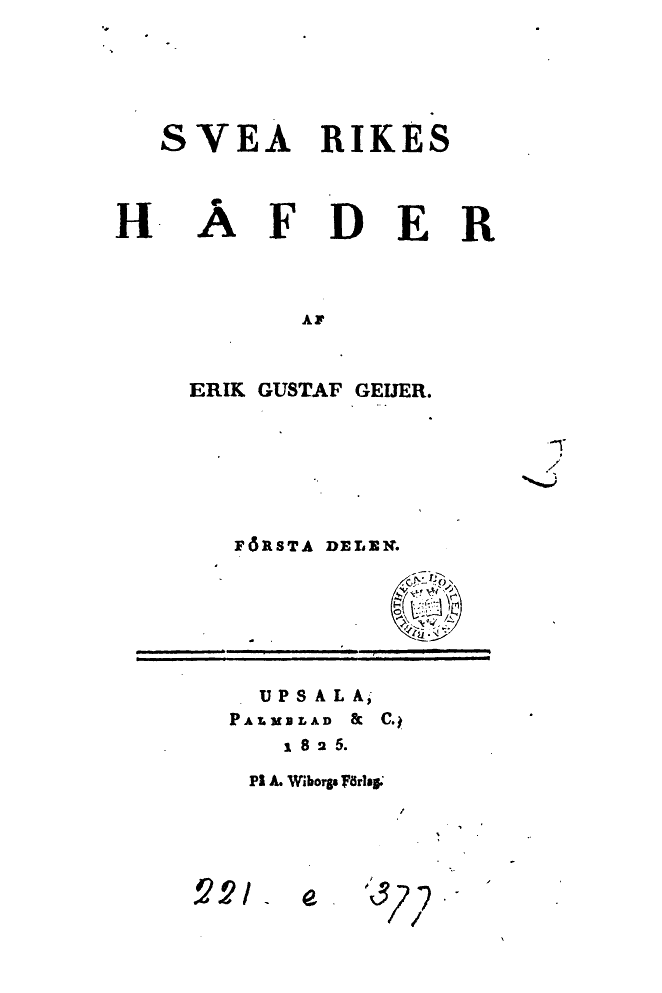
Titulní stránka Análů švédské říše z roku 1825

Geijer byl nejvšestrannější osobností švédského romantismu. Byl především historik. Zabýval se dějinami švédského národa. Vnesl nový pohled na švédské dějiny zdůrazňováním hodnoty kritického výzkumu a odmítnutím romantizujících představ o národní velikosti. Za aktivní sílu historie považoval lid. Zároveň byl ale také významný básník. Inspirací mu byla staroseverská minulost, hrdinská poezie, ságy, pohádky a lidové písně. Roku 1811 založil ve Stockholmu s několika přáteli tzv. Gótský spolek (Götiska Förbundet) a časopis Iduna, ve kterém šířil své názory a uveřejňoval své básně včetně epických s tématy z pohanských dob. K mnoha lyrickým básním sám složil hudbu a některé z nich zlidověly. Skládal také žalmy a byl jedním z přispěvatelů do nového Švédského kancionálu (Den svenska psalmboken) z roku 1819. Významná byla i jeho činnost folklóristická a sběratelská.
Byl to hluboce nábožensky založený člověk a v romantismu viděl nástroj k oživení religionistiky.  Došel ke křesťansko-demokratickému ideálu člověka jako svobodné, nezávislé a sociální bytosti. Snažil se o posílení národního cítění a svým romantickým úsilím o harmonii mezi rozumem a představivostí se postavil proti osvícenskému racionalismu. Jako filozof předjímal fenomenologii, existenciální filozofii a personalismus. Patřil k propagátorům Williama Shakespeara ve Švédsku a roku 1813 přeložil do švédštiny jeho Macbetha.
Po roce 1830 se rozešel se svými předchozími konzervativními názory, zcela se přiklonil k liberalismu, stranil průmyslovému rozvoji země a ostře vystupoval proti otroctví ve švédské kolonii Saint-Barthélemy. Částečně také opustil své romantické postoje a preferoval umírněný realismus. Svou novou ideologii obhajoval v časopise Litteraturbladet, který založil roku 1838.
Jako hudební skladatel se zasloužil o rozkvět švédského hudebního života. Složil mnoho písní, které vydal v letech 1834–1846 v devíti sešitcích, sborové skladby, duety a tria a také řadu dodnes hraných klavírních a houslových sonát.

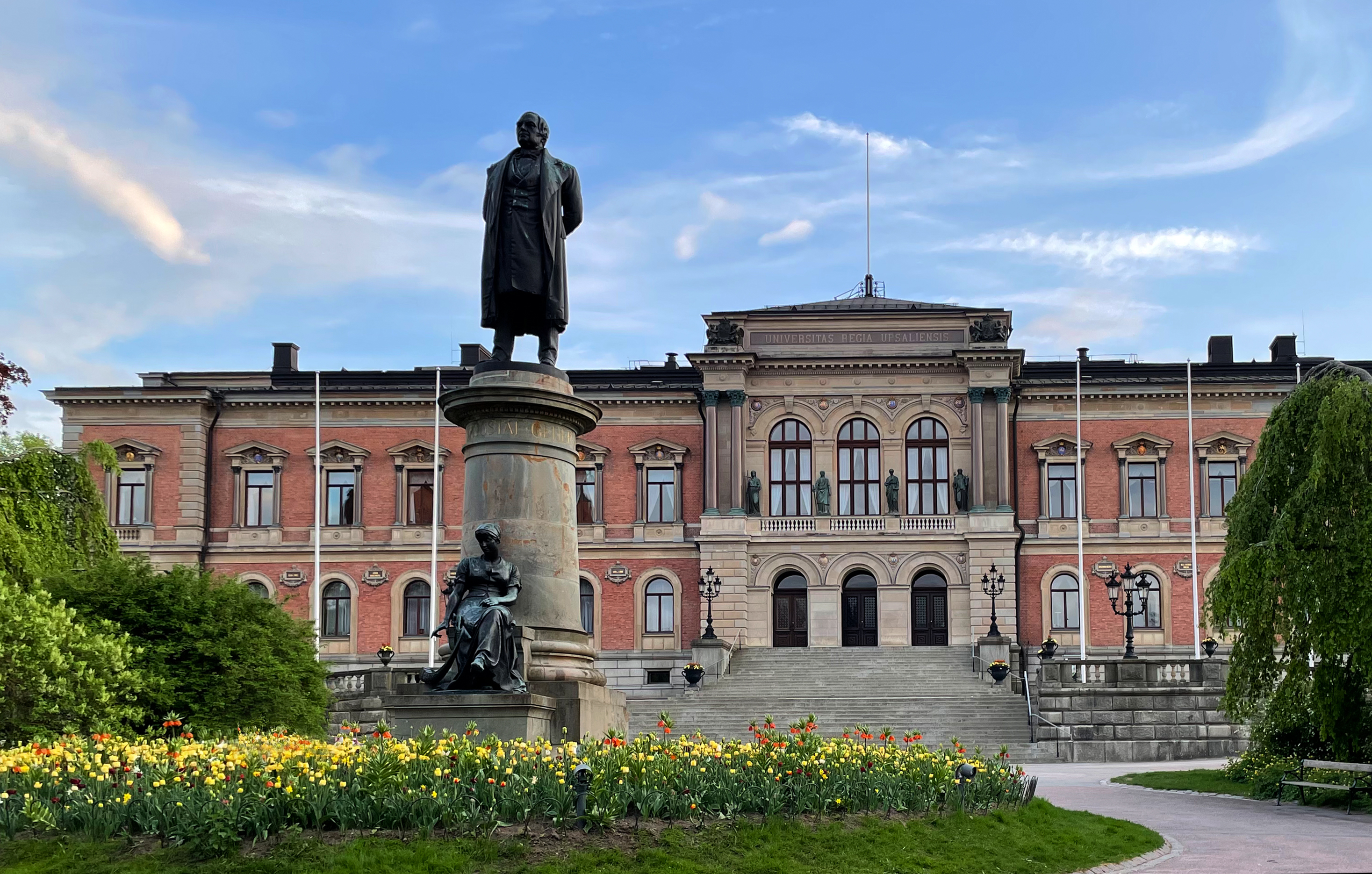
Geijerova socha v parku Uppsalské univerzity

## Výběrová bibliografie
- Om falsk och sann upplysning, med afseende på religionen (1811, O falešném a pravdivém osvícenství s ohledem na náboženství), spis namířený proti osvícenkému racionalismu.
- Vikingen (1811, Viking), Odalbonden  (1811, Svobodný sedlák), Den siste kȧmpen (1811, Poslední hrdina), Den siste skalden (1811, Poslední skald), lyrické, lyricko-epické a epické básně vydané v časopise Iduna většinou s náměty z pohanských dob.
- Försök till Psalmer (1812, Pokusy o žalmy), nové texty žalmů na tradiční melodie.
- Svenska folk-visor från forntiden (1814-1817, Švédské lidové písně z dávných dob), třídílná sbírka švédských lidových písní vydaná společně s Arvidem Augustem Afzeliem.
- Den lilla kolargossen (1814, Uhlířský chlapec), báseň napsaná podle vzoru lidové písně.
- Svea Rikes häfder (1825, Anály švédské říše), zpracování nejstarších dějin Švédska, dva, díly.
- Svenska folkets historia (1832–1836, Dějiny švédského národa), empiricky  koncipované dějiny, tři díly.
- Minnen (1834, Vzpomínky).
- Menniskans historia, det menskliga slägtets ursprung och utveckling (1856, Historie člověka,  původ a vývoj lidské rasy), posmrtně vydaný cyklus přednášek z let 1841–1842 vzniklý na zýkladě jeho takzvané filozofie osobnosti (komunita stimuluje rozvoj osobnosti jednotlivce a tím i společnosti).